# Mann Mountain
Mann Mountain est un village du comté de Restigouche, à l'ouest de la province canadienne du Nouveau-Brunswick. Le village a le statut de DSL. Dans le cadre de la réforme de la gouvernance locale du 1er janvier 2023, le DSL a été annexé au district rural de Restigouche.

## Toponyme
Mann Mountain est nommé ainsi en l'honneur de Thomas Man, un colon de cette région du fleuve Ristigouche en 1783. Le village apparait en tant que Mount Edward sur une carte de 1866, probablement en l'honneur de Edward Mann, un propriétaire terrien. Le nom est parfois orthographié Manns Mountain ou Mann's Mountain.

## Géographie
Mann Mountain est situé le long de la rivière Ristigouche. Il est accessible par la route 11 via le chemin Restigouche River, à près de 30 kilomètres de route à l'ouest de Campbellton.
Mann Mountain est généralement considérée comme faisant partie de l'Acadie.

## Histoire
Mann Mountain est situé dans le territoire historique des Micmacs, plus précisément dans le district de Gespegeoag, qui comprend le littoral de la baie des Chaleurs. Ce territoire était revendiqué d'abord par les Iroquois et ensuite seulement par les Mohawks. Le site voisin d'Atholville compte dès le VIe siècle av. J.-C. un village du nom de Tjikog. La rivière Restigouche est riche en saumon et toute la région est un territoire de chasse, tandis que des portages la relient au fleuve Saint-Jean.
L'embouchure de la rivière est colonisée dès le XVIIIe siècle par les Blancs mais Flatlands n'est fondé qu'au début du XIXe siècle. Les Grands feux de la Miramichi détruisent une bonne partie de la forêt du Nouveau-Brunswick en 1825. L'industrie forestière se déplace alors vers le nord et des scieries ainsi que des chantiers navals sont ouverts à Atholville et Campbellton. Les grands pins et épinettes sont déjà presque tous passés sous la scie en 1850 mais de petites scieries continuent de traiter le bois descendant les rivières Restigouche et Upsalquitch. Le chemin de fer Intercolonial passe au village en 1876 et représente une opportunité économique importante.

## Démographie
(août 2016).
D'après le recensement de Statistique Canada, il y avait 48 habitants en 2006, comparativement à 59 en 2001, soit une baisse de 18,6 %. Il y a 34 logements privés, dont 25 occupés par des résidents habituels. Le village a une superficie de 15,29 km2 et une densité de population de 3,1 habitants au kilomètre carré.
| 2011 | 2016 |
| ---- | ---- |
| 43   | 51   |

## Économie
Entreprise Restigouche a la responsabilité du développement économique.

## Administration

### Comité consultatif
En tant que district de services locaux, Mann Mountain est administré directement par le Ministère des Gouvernements locaux du Nouveau-Brunswick, secondé par un comité consultatif élu composé de cinq membres dont un président.

### Commission de services régionaux
Mann Mountain fait partie de la Région 2, une commission de services régionaux (CSR) devant commencer officiellement ses activités le 1er janvier 2013. Contrairement aux municipalités, les DSL sont représentés au conseil par un nombre de représentants proportionnel à leur population et leur assiette fiscale. Ces représentants sont élus par les présidents des DSL mais sont nommés par le gouvernement s'il n'y a pas assez de présidents en fonction. Les services obligatoirement offerts par les CSR sont l'aménagement régional, l'aménagement local dans le cas des DSL, la gestion des déchets solides, la planification des mesures d'urgence ainsi que la collaboration en matière de services de police, la planification et le partage des coûts des infrastructures régionales de sport, de loisirs et de culture; d'autres services pourraient s'ajouter à cette liste.

### Représentation
Nouveau-Brunswick: Mann Mountain fait partie de la circonscription provinciale de Campbellton—Restigouche-Centre, qui est représentée à l'Assemblée législative du Nouveau-Brunswick par Greg Davis, du Parti progressiste-conservateur. Il fut élu en 2010.
 Canada: Mann Mountain fait partie de la circonscription fédérale de Madawaska—Restigouche, qui est représentée à la Chambre des communes du Canada par Jean-Claude D'Amours, du Parti libéral. Il fut élu lors de la 38e élection générale, en 2004, puis réélu en 2006 et en 2008.

## Vivre à Mann Mountain
Mann Mountain fait partie du sous-district 1 du district scolaire Francophone Nord-Est. Les écoles les plus proches sont à Atholville et Campbellton.
Mann Mountain est traversé par le Sentier international des Appalaches. Le détachement de la Gendarmerie royale du Canada le plus proche est à Campbellton. Campbellton compte le Centre hospitalier Restigouche, francophone, et l'hôpital régional de Campbellton, anglophone. Les hôpitaux néo-brunswickois sont en effet bilingues dans leurs services mais unilingues dans leur administration. Campbellton compte de plus un poste d'Ambulance Nouveau-Brunswick.
Le bureau de poste le plus proche est quant à lui à Tide Head.
La collecte des déchets et matières recyclables est effectuée par la Commission de gestion des déchets solides de Restigouche. L'aménagement du territoire est de la responsabilité de la Commission d'urbanisme du district de Restigouche.
Les francophones bénéficient du quotidien L'Acadie nouvelle, publié à Caraquet, ainsi qu'à l'hebdomadaire L'Étoile, de Dieppe. Ils ont aussi accès à l'hebdomadaire L'Aviron, publié à Campbellton. Les anglophones bénéficient des quotidiens Telegraph-Journal, publié à Saint-Jean ainsi que de l'hebdomadaire Campbellton Tribune, de Campbellton.